# Supermarionation
Supermarionation (Kurzwort für Super Marionette Animation) ist eine spezielle Technik zum Führen von Marionetten, wie sie in den Filmen und Fernsehserien der Briten Sylvia und Gerry Anderson zum Einsatz gekommen ist. 

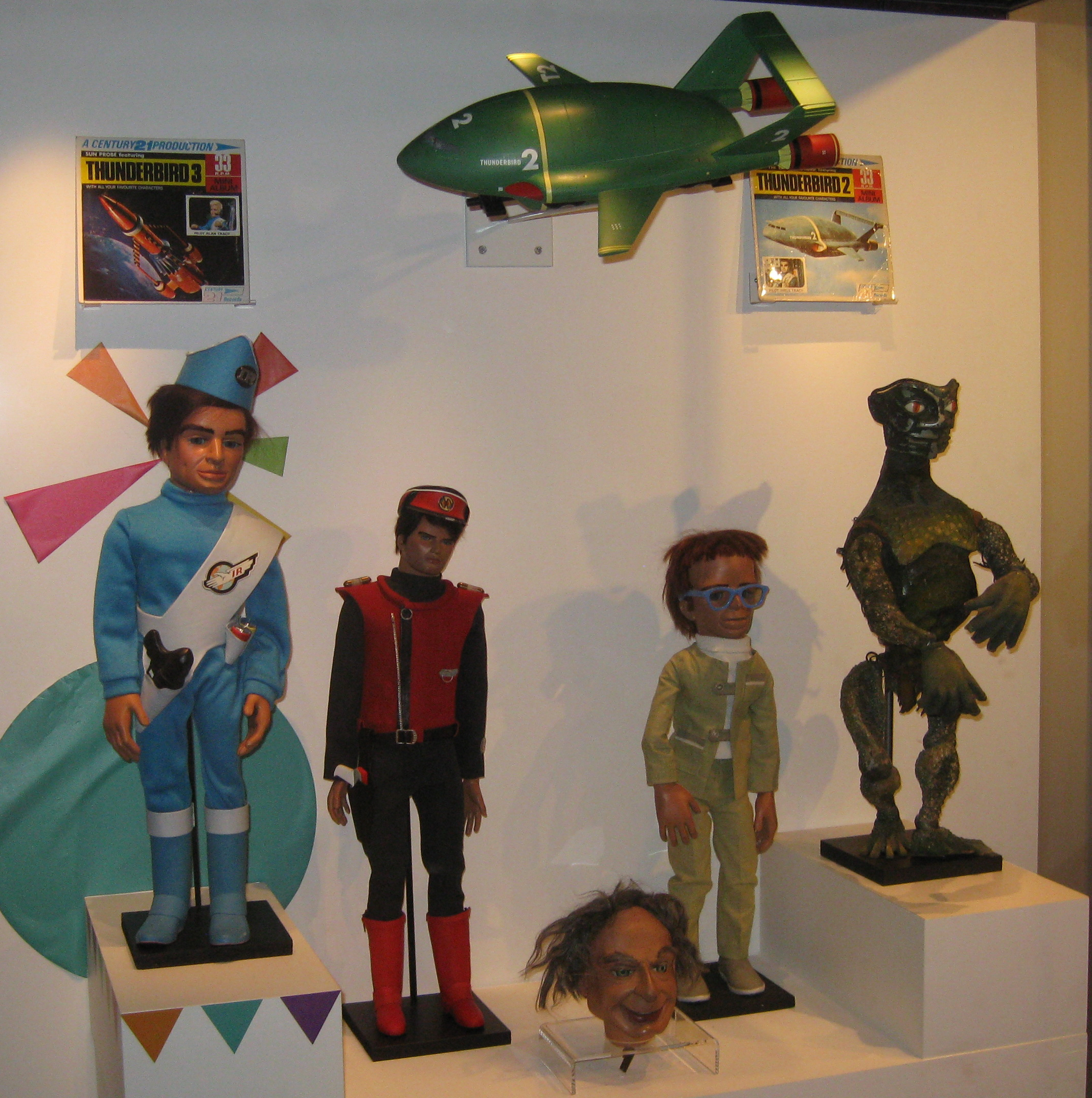
Supermarionation-Puppen im National Science and Media Museum, Bradford (2016)

## Technik
Die bei diesem System eingesetzten Marionetten sind mit besonders dünnen Fäden versehen, die kaum zu sehen sind (anders als zum Beispiel bei der Augsburger Puppenkiste). Außerdem besitzen sie bewegliche Augen und Münder, die eine zur Sprache synchronisierte Bewegung ermöglichen.
Die Mundbewegungen werden durch einen Elektromagneten bewirkt. Durch den Einbau des Magneten und der zugehörigen Mechanik für die Augen mussten die Köpfe der Puppen in der Anfangsphase zunächst etwas überdimensioniert werden. Seit der Serie Captain Scarlet and the Mysterons wurde die Magnetspule in den Körper der Puppe verlegt, so dass die Köpfe wieder die richtigen Proportionen aufweisen konnten.
Da die weiteren Bewegungen der Marionetten nicht ebenfalls elektrisch gesteuert werden konnten, finden deren Handlungen zumeist innerhalb von Räumen oder Fahrzeugen statt, wo nur wenig gehende Bewegung notwendig ist. In den Filmen werden bei verschiedenen Großaufnahmen zudem die Hände und Arme der Marionetten durch echte Menschenhände und -arme „gedoubelt“.

## Geschichte
Der Begriff wurde von Gerry Anderson geprägt, wahrscheinlich in Anlehnung an Ray Harryhausens Stop-Motion-Technik Super Dynamation, verwendet unter anderem in Jason und die Argonauten (1963). Später wurde die Technik in verbesserter Form auch für Captain Scarlet and the Mysterons eingesetzt.
Herausragend aus den damit produzierten Serien ist Thunderbirds (1965), die Miniatur-Effekte nutzte, die auch noch 40 Jahre nach ihrer ersten Präsentation überraschen. Verantwortlich für die Realisierung dieser Effekte war Derek Meddings, der später auch an Effekten bei den James-Bond- und Superman-Filmen mitarbeitete.

## Fernsehserien
- Four Feather Falls
ITV Network, 1960, 39 Episoden à 15 Minuten
- Supercar
ATV und ITV Network, 1961/1962, 39 Episoden à 25 Minuten
- Fireball XL5
ITC Network, 1962/1963, 39 Episoden à 25 Minuten
- Stingray (deutscher Titel: Kommando Stingray)
ATV und ITV Network, 1964/1965, 39 Episoden à 25 Minuten (erste Supermarionation-Serie in Farbe)
- Thunderbirds
ITV Network, 1965/1966, 32 Episoden à 50 Minuten (oft aber weiter unterteilt).
- Captain Scarlet and the Mysterons (deutscher Titel: Captain Scarlet und die Rache der Mysterons)
ITV Network, 1967/1968, 32 Episoden à 25 Minuten.
- Joe 90
ITV Network, 1968/1969, 25 Episoden à 25 Minuten.
- The Secret Service
ITV Network, 1969, 13 Episoden à 25 Minuten.

Die spätere Serie Terrahawks (39 Episoden à 30 Minuten) verwendete anders konstruierte Marionetten, die von unten her bedient wurden. Das Verfahren wurde dann Supermacromation genannt.

## Kinofilme
- Thunderbirds Are GO (1966), 93 Minuten, deutscher Titel: Feuervögel startbereit (1971)
- Thunderbird Six (1968), 89 Minuten

## Supermarionation in Nicht-Gerry-Anderson-Produktionen
- 1960–1970 (Japan): Spaceship Silica
- 1963–1965 (Japan): Ginga Shōnentai, 92 Episoden
- 1963–1964 (UK): Space Patrol, 39 Folgen
- 1969–1970 (Japan): Aerial City 008
- 1978–1980 (Südafrika): Interster, zwei Staffeln
- 1980–1981 (Japan): Die Sternenflotte (Star Fleet/X Bomber), 25 Folgen
- 1998 (USA): Super Adventure Team
- 2004 (USA): Team America: World Police von Trey Parker und Matt Stone, den Schöpfern der Cartoon-Serie South Park. Der Film ist inspiriert von der Fernsehserie Thunderbirds und verwendet die gleiche Technik.

## Dokumentationen
- Filmed in Supermarionation (GB 2014, Regie: Stephen La Rivière)